# Oncidium andradeanum
Oncidium andradeanum är en orkidéart som beskrevs av Dodson och David Edward Bennett. Oncidium andradeanum ingår i släktet Oncidium och familjen orkidéer. Inga underarter finns listade i Catalogue of Life.